# He (bokstav)

Hebreiska he

He är den femte bokstaven i flera semitiska alfabet, däribland det feniciska , arameiska, hebreiska ה, syriska ܗ och arabiska ه. Dess uttal är tonlös glottal frikativa.
Den hebreiska bokstaven ה är grafiskt lätt att förväxla med Het ח. Uttalet beskrivs som ett strupljud som liknar det svenska 'h' i "hand". I originaltexten till Psaltaren 119:33-40 är ה första bokstaven i varje vers. ה har siffervärdet 5.